# روبرت ريد ألتمان
روبرت ريد ألتمان (بالإنجليزية: Robert Reed Altman)‏ هو مصور سينمائي أمريكي، ولد في 22 ديسمبر 1959 في لوس أنجلوس في الولايات المتحدة.

## وصلات خارجية
- روبرت ريد ألتمان على موقع IMDb (الإنجليزية)
- روبرت ريد ألتمان على موقع ألو سيني (الفرنسية)
- روبرت ريد ألتمان على موقع أول موفي (الإنجليزية)
- روبرت ريد ألتمان على موقع قاعدة بيانات الأفلام السويدية (السويدية)
- روبرت ريد ألتمان على موقع قاعدة بيانات الفيلم (الإنجليزية)
- روبرت ريد ألتمان على موقع كينوبويسك (الروسية)